# Смирнов-Сокольский, Николай Павлович
Николай Павлович Смирнов-Сокольский (псевдоним, настоящая фамилия Смирнов;  (5 марта [17 марта] 1898, Москва, Российская империя — 13 января 1962, Москва, СССР) — советский артист эстрады, писатель, библиофил и библиограф, историк книги. Народный артист РСФСР (1957). Выступал со злободневными монологами и куплетами.

## Биография
Родился в семье типографского наборщика П. И. Сокольского и крестьянки, впоследствии театральной портнихи С. Г. Смирновой.
Получил среднее специальное образование (окончил Александровское коммерческое училище в 1913 году), так как на высшее у семьи не хватило средств.
Работал в книжном магазине на Неглинной улице в Москве, где его сестра работала продавщицей, а также в газете (репортёр-хроникёр). С 1915 года выступал на эстрадах летних театров, в театре миниатюр «Одеон» (Москва), исполнял собственные куплеты и фельетоны.
В годы Гражданской войны участвовал в концертах в рабочих клубах, казармах, на военных кораблях. В 1920-е годы создал сатирические образы «братишки» Бывалого и обывателя-мещанина.
В 1930-х годах Смирнов-Сокольский отказался от образа-маски, его выступления стали носить форму прямого диалога со зрительным залом от собственного авторского и актёрского лица. Исполнял свои публицистические фельетоны-монологи, посвященные событиям современной жизни. В сатирических обозрениях артист с присущей ему агитационностью беспощадно обличал и высмеивал пережитки прошлого. Круг тем — от вопросов морали до проблем искусства и литературы.
В годы Великой Отечественной войны его авторско-исполнительская палитра раскрылась наиболее полно, включив в себя все нюансы слога: от лирико-патетического и остро-сатирического до бескомпромиссно-гражданственного.
Основатель Московского театра эстрады и Всесоюзной студии эстрадного искусства.
Главным делом всей его жизни стала библиофилия, его называли «рыцарем книги», а его коллекция насчитывала 19 000 томов. В неё вошли первые и прижизненные изданий русских классиков, альманахов, рукописных сборников, рисунков XVIII—XX веков, включая книги, которые уничтожала цензура дореволюционных времен. В 1974 году коллекция были куплена Государственной библиотекой СССР им. В. И. Ленина. В настоящее время коллекция находится в Российской государственной библиотеке в Музее книги. Описание коллекции приведено в книге Смирнова-Сокольского «Моя библиотека. Библиографическое описание», над которой автор работал более 25 лет.
Умер 13 января 1962 года в Москве. Похоронен на Новодевичьем кладбище (8-й участок, 16-й ряд).
Вместе с Н. П. Смирновым-Сокольским похоронена его жена — Софья Петровна Близниковская (Смирнова-Сокольская), урождённая Близнюкова (1901—1982) — артистка Московского театра сатиры (1925—1941), чьими усилиями были подготовлены к изданию все его книги.

## Награды
- Заслуженный артист РСФСР (8 октября 1945)
- Народный артист РСФСР (29 ноября 1957)

## Память

Могила Смирнова-Сокольского на Новодевичьем кладбище Москвы.

- Н. П. Смирнову-Сокольскому установлены мемориальные доски в фойе Театра эстрады (Берсеневская набережная, д. 20/2; скульптор В. М. Клыков, архитектор С. И. Смирнов, открыта 31 мая 1978 года) и на доме по адресу: ул. Малая Бронная, д. 30.
- На могиле Смирнова-Сокольского установлен памятник (гранит, бронза; скульптор Н. Рудько, архитекторы И. Покровский и Б. Тхор)[5].

## Фильмография
- Весёлые звёзды (1954)

## Основные работы
- Смирнов-Сокольский Н. П. «Проходящее мимо…» Куплеты, монологи, песенки о буржуях и о прочем таком. — М.: Изд-во «Нашего журнала», 1918. — 64 с.
- Смирнов-Сокольский Н. П. Печальный случай в жизни веселого человека. Монолог в стихах. — Курск: Изд-во Курск. кинотеатра «Гигант» И. Н. Волобуева, 1918. — 8 с.
- Смирнов-Сокольский Н. П. Нечто сентиментальное. Стихи не из репертуара. — Кременчуг: [Б. и.], 1919. — 15 с.
- Известия Николая Смирнова-Сокольского: тоже газета… Орган беспартийного смеха и злободневной сатиры. — М.: «Анаграф», 1922. — 2 с.
- Смирнов-Сокольский Н. П. Популярная «Клавочка». Любимая песенка москвичей. — М.: [Б. и.], [1920-е]. — 4 с.
- Левин А. А. Счастье на миг. Романс. Слова Смирнова-Сокольского. — М.: «Анаграф», 1922. — 3.
- Левин А. А. Эпизод в цирке. Песенка. Слова Смирнова-Сокольского. — М.: «Анаграф», 1922. — 5 с.
- Левин А. А. Эпизод в цирке. Песенка. Слова Смирнова-Сокольского. — М.: МОНО; Музторг, 1928. — 5 с.
- Смирнов-Сокольский Н. П. Русские литературные альманахи и сборники XVIII—XIX вв. Предварительный список. — М.: Изд-во ВКП, 1956. — 163 с.
- Книжная лавка писателей. Сборник. К 25-летию со дня основания. 1932—1957. — М.: Изд-во Лит. фонда СССР, 1957. — 92 с.
- Смирнов-Сокольский Н. П. Книжная лавка А. Ф. Смирдина. К столетию со дня смерти издателя-книгопродавца А. Ф. Смирдина (1795—1857—1957). — М.: Изд-во ВКП, 1957. — 80 с.
- Смирнов-Сокольский Н. П. Рассказы о книгах. — М.: Изд-во ВКП, 1959. — 567 с.
- Смирнов-Сокольский Н. П. Рассказы о книгах. 2-е изд. — М.: Изд-во ВКП, 1960. — 567 с.
- Смирнов-Сокольский Н. П. Рассказы о прижизненных издания Пушкина, о книгах других авторов, им изданных, о его журнале «Современник», о первом посмертном собрании сочинений, а также о всех газетах, журналах, альманахах, сборниках, хрестоматиях и песенниках, в которых печатались произведения поэта в 1814—1837 годах. — М.: Изд-во ВКП, 1962. — 631 с. (Переиздание: М.: «Терра»; «Книжный клуб Книговек», 2016. — 661 с.)
- Смирнов-Сокольский Н. П. Русские литературные альманахи и сборники XVIII—XIX вв. Библиографический указатель. — М.: «Книга», 1965. — 592 с.
- Смирнов-Сокольский Н. П. Моя библиотека. Библиографическое описание. В 2-х тт. Подгот. И. М. Кауфман и Л. Н. Плюшкин. — М.: «Книга», 1969:

- Т. 1. — 532 с.
- Т. 2. — 574 с.

- Смирнов-Сокольский Н. П. Сорок пять лет на эстраде. Фельетоны. Статьи. Выступления. Общ. ред. С. Дрейдена. — М.: «Искусство», 1976. — 384 с.
- Смирнов-Сокольский Н. П. Рассказы о книгах. 2-е изд. — М.: «Книга», 1977. — 448 с.
- Смирнов-Сокольский Н. П. Рассказы о книгах. 3-е изд. — М.: «Книга», 1978. — 448 с.
- Смирнов-Сокольский Н. П. Рассказы о книгах. 5-е изд. — М.: «Книга», 1983. — 382 с.